# Милен Петков
Милен Иванов Петков (роден на 12 януари 1974 г. в Генерал Тошево) е бивш български футболист, полузащитник. В кариерата си играе за Добруджа (Добрич), ЦСКА (София), гръцките АЕК (Атина), Атромитос и Илисиакос, както и за Черно море (Варна).
За националния отбор на България записва 41 мача с 1 гол в периода 1995 – 2004 г. Участник на Световното първенство във Франция 1998 и на Европейското първенство в Португалия 2004.

## Кариера
Възпитаник е на детско-юношеската школа на Добруджа (Добрич) и на Спортно училище „Георги Стойков Раковски“, гр. Добрич. През 1993 г. е шампион на България с юношите старша възраст. В мъжкия представителен отбор на Добруджа (Добрич) е викнат само на 17-годишна възраст през сезон 1990/91, когато жълто-зелените завършват на второ място в Б група и влизат в елита след 22-годишно прекъсване. С Добруджа играе 4 сезона в А група, записвайки 67 мача и 10 гола. Паметен е голът му при победата над ЦСКА с 1:0 с удар от 25 метра в 17-ата минута на мача игран на 20 август 1994 г. пред 12 000 зрители на стадион „Дружба“ в Добрич. По това време получава повиквателни и се утвърждава в младежкия национален отбор на България.
През лятото на 1995 г. е привлечен в редиците на ЦСКА (София), където играе 4 сезона и половина – до декември 1999 г. (118 мача и 16 гола в А група; 26 мача и 5 гола за Купата на България). С армейците печели веднъж шампионската титла (1997 г.) и два пъти Купата на България (1997 и 1999 г.) – на финала през 1997 г. негов е един от трите гола за победата с 3:1 над вечния съперник Левски (София). С червената фланелка има 11 мача в европейските клубни турнири и 2 гола – срещу норвежкия Молде и северноирландския Портадаун. Избран е за футболист номер 1 в А група през сезон 1998/99.
През януари 2000 г. преминава в гръцкия гранд АЕК (Атина), с който печели два пъти Купата на Гърция (2000 и 2002 г.) – на финала през 2000 г. негов е един от трите гола за класическата победа над Йоникос, като преди това в четвъртфинален реванш бележи и на Олимпиакос за 3:0. През сезон 2002/03 играе в групите на Шампионската лига, където АЕК остава непобеден в компанията на Реал Мадрид, Рома и Генк, записвайки 6 равенства от 6 мача. Напуска жълто-черните от Атина през лятото на 2005 г.
Следват два престоя в други два клуба от гръцката столица – Атромитос (2005 – 2006) и Илисиакос (2006 – 2008).
В периода 2008 – 2010 г. играе за Черно море (Варна).
В началото на февруари 2011 г. се завръща в родния си клуб Добруджа (Добрич), където през пролетта завършва активната си състезателна кариера.
- Мачове в националния отбор: 41
- Голове за националния отбор: 1

За националния отбор на България записва 41 мача с 1 гол в периода 1995 – 2004 г. Участник на Световното първенство във Франция 1998 и на Европейското първенство в Португалия 2004. Дебютен мач: 20.07.1995 г. България - Узбекистан (0:0) в Куала Лумпур, Малайзия. Единствен гол: 02.06.2004 г. Чехия - България (3:1) в Прага. Последен мач: 22.06.2004 г. България - Италия (1:2) в Гимараеш, Португалия.
На 17 август 2017 г. е избран за председател на Управителния съвет на родния си клуб Добруджа (Добрич) – до 5 февруари 2018 г., когато се оттегля сам, но остава в ръководството като член на УС.